# Liên hoan Nghệ thuật Hữu nghị Mùa xuân tháng Tư
Liên hoan Nghệ thuật Hữu nghị Mùa xuân tháng Tư (tiếng Triều Tiên: 4월의 봄 친선예술축전) là cuộc thi quốc tế lớn nhất được tổ chức tại Cộng hòa Dân chủ Nhân dân Triều Tiên kể từ năm 1982. Buổi trình diễn cuối cùng diễn ra vào năm 2018 với 500 chương trình nước ngoài. Điều này được thực hiện trong thời điểm căng thẳng do các cuộc diễn tập quân sự chung giữa Hàn Quốc và Mỹ.